# Hồ Tĩnh
Hồ Tĩnh (sinh ngày 13 tháng 11 năm 1978) là nữ diễn viên người Trung Quốc. Năm 2000, cô tốt nghiệp Học viện Hý kịch Trung ương Trung Quốc. Ngày 27 tháng 9 năm 2008, cô kết hôn với doanh nhân Hoa kiều Malaysia, Chu Triệu Tường sở hữu công ty ước tính 10 tỷ nhân dân tệ, những năm đầu tài sản cá nhân đạt 5 tỷ nhân dân tệ. Mẹ của Chu Triệu Trường là bà Chu Lâm Tú (朱林秀) nằm trong danh sách những doanh nhân Hoa kiều tiêu biểu năm 2005 và bà rất hâm mộ Hồ Tĩnh.
Ngày 25 tháng 11 năm 2009, khoảng 10 giờ sáng giờ địa phương, Hồ Tĩnh sinh con trai Lucas Chu Hiểu Dương (朱晓阳) bằng phương pháp sinh mổ tại Kuala Lumpur.
Ngày 16 tháng 10 năm 2010, chồng của Hồ Tĩnh được nhận thụ phong tước hiệu Datuk tại cung điện Sultan, Kuala Lumpur, với tư cách là vợ của Datuk, Hồ Tịnh được phong tước Datin do vậy cô là người Trung Quốc đầu tiên được nhận tước hiệu này.

## Học vấn
- 1990-1996: Đại học Dân tộc Trung ương (Minzu University of China, Trường Múa dân tộc Trung ương)
- 1996-2000: Học viện Hý kịch Trung ương chuyên ngành Múa dân tộc, kịch và âm nhạc